# Нильссон, Себастиан
Себастиан Нильссон (швед. Sebastian Nilsson; род. 1 февраля 2003) — шведский футболист, полузащитник «Кальмара».

## Клубная карьера
С 2018 года выступал за юношескую команду «Кальмара». С лета 2022 года стал привлекаться к тренировкам с основной командой клуба. 22 августа впервые попал в официальную заявку клуба на матч Алльсвенскана с «Гётеборгом», но на поле не появился. Первую игру за «Кальмар» провёл 31 августа в игре второго раунда кубка страны против «Твоокера», выйдя на поле в стартовом составе. 6 ноября дебютировал в чемпионате Швеции в последнем туре с «Сундсваллем», заменив на 87-й минуте Юхана Карлссона. 9 ноября подписал с клубом первый профессиональный контракт.

## Клубная статистика
| Выступление      | Выступление      | Выступление      | Лига | Лига | Кубки | Кубки | Конт. кубки | Конт. кубки | Итого | Итого |
| Клуб             | Лига             | Сезон            | Игры | Голы | Игры  | Голы  | Игры        | Голы        | Игры  | Голы  |
| ---------------- | ---------------- | ---------------- | ---- | ---- | ----- | ----- | ----------- | ----------- | ----- | ----- |
| Кальмар          | Алльсвенскан     | 2022             | 1    | 0    | 1     | 0     | 0           | 0           | 2     | 0     |
| Кальмар          | Итого            | Итого            | 1    | 0    | 1     | 0     | 0           | 0           | 2     | 0     |
| Всего за карьеру | Всего за карьеру | Всего за карьеру | 1    | 0    | 1     | 0     | 0           | 0           | 2     | 0     |